# Спор о границе Аляски

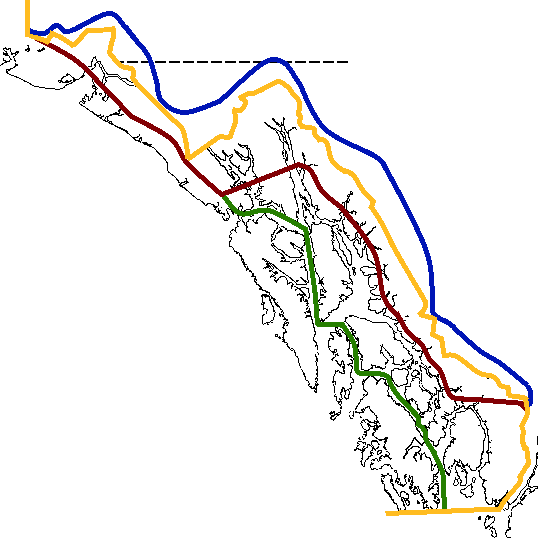
Различные споры о границах в пределах Юго-Восточной Аляски до арбитражного процесса 1903 года. Синим выделены границы, требуемые США, красным — Канадой и Великобританией. Зелёным выделены границы, требуемые Британской Колумбией, так как её претензии отличались от канадских и британских. Жёлтым выделена современная граница

Спо́р о грани́це Аля́ски — это территориальный спор между США и Великобританией (Канада являлась британским владением и её иностранные дела контролировались из Лондона). 
Спор был окончательно разрешён в 1903 году во время арбитражного процесса, а разногласия начались ещё между Российской и Британской империями в 1821 году и были унаследованы Соединёнными Штатами Америки при покупке Аляски в 1867 году. Окончательное решение было принято в пользу США, и канадская территория Юкон не получила выхода к морю (к заливу Аляска).

## Предыстория

### 1825—1898 годы
В 1825 году Россия и Великобритания подписали Англо-русскую конвенцию, которая определяла способ проведения границы их колоний, а не саму границу.
В 1839 году было подписано соглашение между Русско-американской Компанией (РАК) и Компанией Гудзонова залива (КГЗ). По нему территория Юго-Восточной Аляски от Кросс-Саунда до широты 54°40′ была отдана КГЗ как меховая торговая монополия в обмен на сельскохозяйственные продукты её дочерней компании Puget Sound Agricaltural Company и годового количества меха для РАК. Эта аренда длилась до прекращения существования Русской Америки. Позднее соглашение продлевалось Британской Колумбией на основании её собственных территориальных интересов в регионе, однако игнорировалось Оттавой и Лондоном.
Соединённые Штаты Америки приобрели Аляску у Российской Империи в 1867 году, но в то время чётких границ этой местности не существовало. В 1871 году Британская Колумбия объединилась с новой Канадской Конфедерацией. Канадское правительство запросило инспекцию границ, но США отказали, сославшись на дороговизну процедуры: в то время пограничная область была удалённой и малозаселённой, без каких-либо экономических или стратегических интересов. В 1898 году Национальное Правительство согласилось на компромисс, но Британская Колумбия отказалась от него. Американский президент Уильям Мак-Кинли предложил Канаде долгосрочную аренду порта близ Хейнс, но Канада не согласилась и на такое предложение.

### Золотая лихорадка на Аляске
В 1897—1898 годах Золотая лихорадка на Аляске, Юконе и в Канаде многократно увеличила население этого региона, численность которого достигла 30000 человек. Большая часть переселенцев была американцами. Около 100000 везучих искателей сокровищ пробрались на Клондайк через Аляску.
Обнаружение золота и увеличение численности населения сразу сделало Аляску важным регионом. В результате появилась потребность в более точном определении границ. Канада ждала всей территории от золотых залежей до морского порта. Со стороны Канады так же поступали заявления, что её граждане, проживающие в этой местности, были обременены непосильными долговыми обязательствами Американским правительством. Это делалось для того, чтобы запугать местных жителей и заставить их отказаться от претензий на землю.
Исток Линского Канала был главным «ключом» к Юкону. Поэтому Северо-Западная конная полиция отправила отряд своих войск для обеспечения безопасности региона и его защиты в пользу Канады. Такие действия были предприняты по убеждению Канадского правительства, что регион находится больше чем в 10 морских лье от моря, что в свою очередь являлось территорией Канады по определению 1825 года. Однако, огромный приток искателей через Скагуэй из Америки быстро заставил Канадскую полицию отступить. Она организовала посты пребывания на отдалённых вершинах Чилкута и Вайт Пассез с постоянным там размещением пулемётных пушек. Эта территория так и оставалась предметом споров, так как большинство американцев считало, что исток озера Беннетт, находившийся ещё 19 километрами севернее, должен быть местом расположения границы. Чтобы поддержать свою конную гвардию и закрепить свои требования на территорию, Канадское правительство отправило в район отряд Юконской Полевой Армии в размере 200 человек. Солдаты разбили лагерь в Форт-Селкерк. Из этого стратегического пункта они могли быстро добраться до береговой линии или 141 меридиана.

## Арбитражный процесс
Посты конной полиции успешно выполняли свои функции, когда временные границы признавались всеми сторонами, хотя и неохотно. В сентябре 1898 года начались серьёзные переговоры между Соединёнными Штатами и Канадой для разрешения конфликта. Но они провалились.
В итоге, в 1903 году Хэй-Хербертский договор между США и Великобританией закрепил решение о проведении судебного арбитражного процесса со смешанным составом из 6 судей: три американца (Elihu Root, Военный министр, Henry Cabot Lodge, Сенатор от Массачусетса и George Turner Экс-Сенатор от Вашингтона), два канадца (Sir Louis A. Jette, Лейтенант-Губернатор Квебека и Allen B. Aylesworth, K.C., из Торонто) и один британец (Baron Alverstone). Все стороны уважали Elihu Root, который был членом кабинета министров США. Канадцы посмеивались над странным выбором Экс-Сенатора George Turner и, в особенности, над кандидатурой Henry Cabot Lodge, ведущего историка и дипломата, которого они считали необъективным.
Трибунал состоял из 6 разных позиций:
- Где начиналась граница.
- Что значил Портландский Канал и как провести через него границу. Оспаривалось право владения 4 островами.
- Определение линии от самой южной точки островов Принца Уэльского до Портландского Канала, которое зависело от ответа на предыдущий вопрос.
- Линия от Портландского Канала до 56 параллели.
- Толщина границы и как её измерять.
- Существовали ли горные цепи в том районе.

Британский министр Lord Alverstone придерживался позиций США по всем этим вопросам, хотя окончательно оговорённая демаркационная линия пролегала в непосредственной близости от максимальных требований США (это был компромисс: линия пролегала примерно посередине между требуемой США и Канадой). Провинциальный парк Татшеншини-Алсек так и не был полностью отделён от основных территорий Британской Колумбии.
В 1929 году канадский профессор Hugh L.L. Keenlyside заключил: «Американцы, конечно, имели больше шансов на успех». Он полагал, что решение по большинству вопросов трибунала было справедливым.
Это была одна из тех уступок, которые британцы предложили США (другие были о рыболовных хозяйствах и Панамском канале). Это было частью обычной политики конца холодных англо-американских отношений, которая сближала эти страны, которая решала насущные и спорные международные отношения (The Great Rapprochement).

## Последствия
Канадские судьи отказались подписать решение по окончании заседания, выпущенное 20 октября 1903 года. Они не согласились с тем, как проголосовал Lord Alverstone. Канадцы протестовали больше не против самого вердикта, а против того, что американцы выбрали политиков на роль судей и что Британия в угоду своим интересам предала канадские. Это привело к анти-Британским настроениям (включая в Квебеке) и росту канадского национализма. Подозрения в том, что американцы оказали влияние на принятие решения, даже заставило Канаду отказаться от свободной торговли с США в 1911 году.
Историк F.W. Gibson заключил, что Канада проявляла ненависть не столько к США, сколько к Великобритании за отсутствие какого-либо сопротивления американской агрессии.
Отражая мнение недовольных канадцев, премьер министр Уилфрид Лорье заявил в Парламенте: «Пока Канада остаётся под властью Британской Короны, силы, которыми мы сейчас располагаем, не позволяют нам обеспечить исполнение и поддержание наших прав».
Злость канадцев со временем сошла на нет, но ощущение потребности в контроле собственных иностранных дел отразилось на принятии Вестминстерского статута.